# Кіт Гарднер
Кіт Алвін Сейнт-Гоп Гарднер (англ. Keith Alvin Saint Hope Gardner; 6 вересня 1929 — 25 травня 2012) — ямайський легкоатлет, бігун на короткі дистанції. Бронзовий призер літніх Олімпійських ігор.

## Життєпис
На літніх Олімпійських іграх 1956 року в Мельбурні (Австралія) виступав у складі збірної команди Ямайки, де був найстарішим спортсменом команди.
На літніх Олімпійських іграх 1960 року в Римі (Італія) виступав за збірну команду Британської Вест-Індії. Виборов бронзову медаль в естафеті 4×400 метрів разом з Мелом Спенсом, Джимом Веддерберном та Джорджом Керром.